# Rio Inferno Grande
Pour les articles homonymes, voir Inferno.
 (juillet 2014).
Si vous disposez d'ouvrages ou d'articles de référence ou si vous connaissez des sites web de qualité traitant du thème abordé ici, merci de compléter l'article en donnant les références utiles à sa vérifiabilité et en les liant à la section « Notes et références ».
Le rio Inferno Grande est une rivière brésilienne de l'État de Santa Catarina, et un affluent du rio Canoas, donc un sous-affluent du fleuve le río Uruguay.

## Géographie
Il naît non loin de la ville de Monte Carlo et s'écoule vers le sud jusqu'à se jeter dans le rio Canoas, dont il est l'un des principaux affluents.